# Aleksandr Sidel'nikov
Aleksandr Nikolaevič Sidel'nikov (in russo Алекса́ндр Никола́евич Сиде́льников?; 12 agosto 1950 – 23 giugno 2003) è stato un hockeista su ghiaccio sovietico, dal 1991 russo.

## Palmarès

### Olimpiadi invernali
- 1 medaglia[1]:
  - 1 oro (Innsbruck 1976)